# Bryum albomarginatum
Bryum albomarginatum är en bladmossart som beskrevs av Cardot in Thériot 1926. Bryum albomarginatum ingår i släktet bryummossor, och familjen Bryaceae. Inga underarter finns listade i Catalogue of Life.